# Bisbat suburbicari de Porto-Santa Rufina
El bisbat suburbicari de Porto-Santa Rufina -sede suburbicaria di Porto-Santa Rufina (italià); Portuensis-Sanctae Rufinae (llatí)- és una seu de l'Església catòlica, sufragània del bisbat de Roma, que pertany a la regió eclesiàstica Laci. El 2013 tenia 396.400 batejats d'un total 398.500 habitants. Actualment està regida pel bisbe Gino Reali.

## Territori
El territori comprèn el vast territori que s'estén al nord-oest de la ciutat de Roma, i comprèn els municipis de Fiumicino, Cerveteri, Ladispoli, Santa Marinella, Riano, Castelnuovo di Porto, la fracció de Santa Severa Nord del municipi de Tolfa, i gran part de la jurisdicció pertanyent als municipis XV, XVI, XVIII, XIX i XX del comú de Roma.
L'església catedral està dedicada al Catedral dei Sacri Cuori di Gesù e Maria i està situada a La Storta, al comú de Roma. Fins a la construcció i dedicació, el 1950, s'emprava la catedral de Santi Ippolito e Lucia al Porto di Traiano, avui cocatedral. L'església de Santa Maria Maggiore de Cerveteri era l'antiga catedral de la diòcesi. Entre les esglésies de majors interessos històrics presents a la diòcesi estan les esglésies de Santa Maria Maggiore i l'església de la Madonna di Ceri, ambdues a Cerveteri.
El territori de la diòcesi està dividit en 55 parròquies, reagrupades en 5 vicariats: La Storta-Castelnuovo di Porto, Porto Romano, Selva Candida, Maccarese i Cerveteri-Ladispoli-Santa Marinella.

## Història
Aquesta diòcesi està formada per la unió de dues seus suburbicàries. Porto, l'antic port principal de Roma, situat a la vora del Tíber cap a Òstia; i Santa Rufina, un poble construït al voltant de la basílica de les santes germanes màrtirs Rufina i Segona, situada al llarg de la Via Cornèlia, que correspon a l'actual via Boccea.

### Porto
La fe cristiana va arrelar en el Porto molt aviat. Són coneguts els noms de diversos màrtirs de Porto: Ippolito - tradicionalment conegut com el primer bisbe de Porto, màrtir vers el 250, les relíquies del qual van ser descobertes el 1975 durant les excavacions al jaciment arqueològic d'Isola Sacra (Fiumicino) - (Fiumicino) - Ercolano, Giacinto, Marziale, Saturnino, Epitteto, Maprile i Felice.

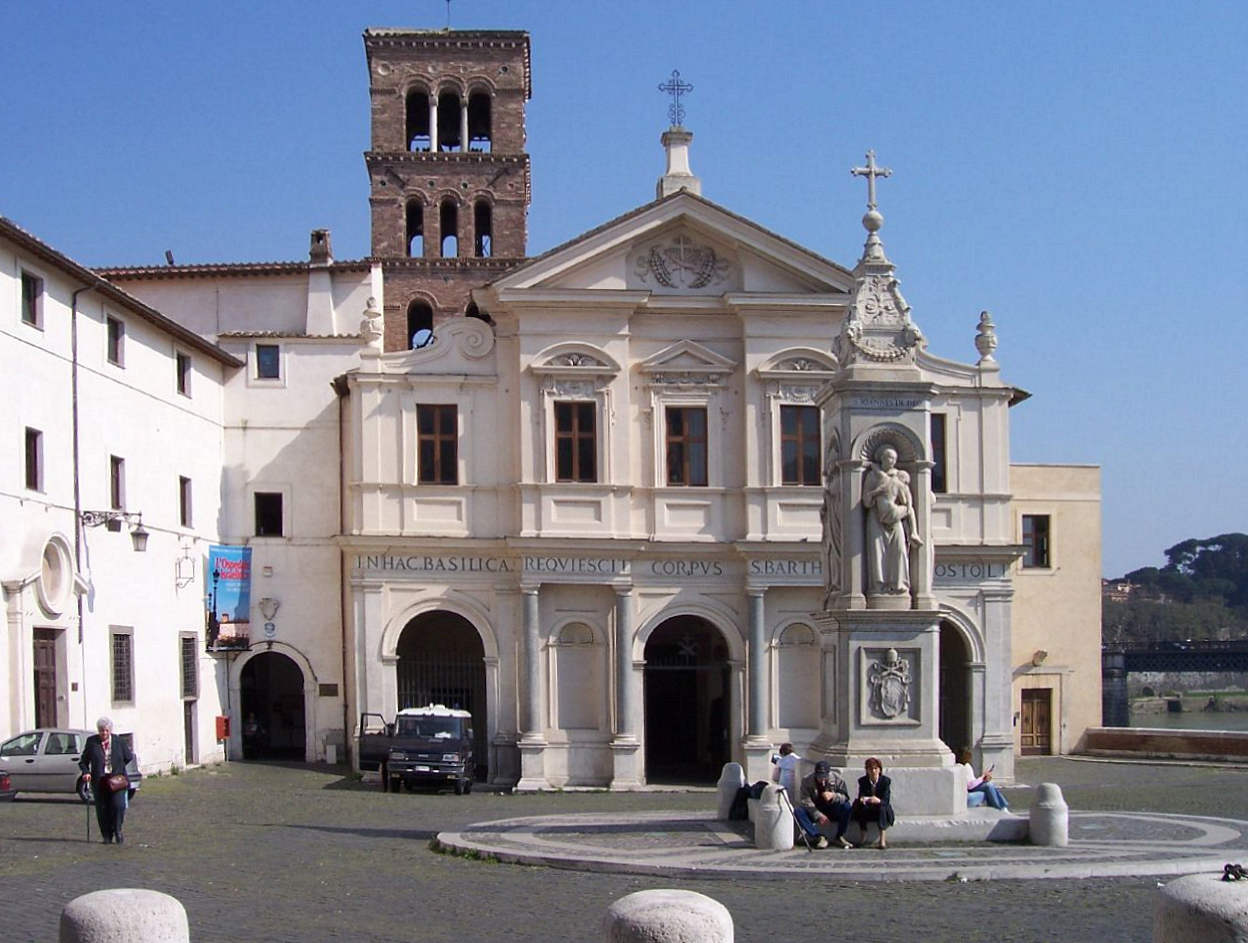
La basílica de San Bartolomeo all'Isola

A Porto el senador Pamachio va construir al voltant del 370 un gran xenodochium, un hospici per als pelegrins. Entre els altres bisbes són per recordar Donato (data incerta), que va construir la basílica de Sant'Eutropio; Felice, contemporani de Sant Gregori el Gran; Giovanni, llegat en el sisè Concili Ecumènic (680); Gregori, que va acompanyar el Papa Constantí a Constantinoble (710); Citonato, que va assistir a la consagració de l'Constantí III (767); Rodoaldo, que va actuar contràriament a les instruccions rebudes en el cas de Foci a Constantinoble (862), i que va ser deposat per haver afavorit el divorci de Lotari II de Lotaríngia, Formós, que va esdevenir Papa (891); Benet XVI, que va participar en la consagració del Papa Lleó VIII (963); Gregori III (al voltant de 985 - 991), que va construir un sistema de reg a la diòcesi, els Papes Benet VIII i Benet IX, dels comtes de Túsculum, dos eren bisbes de Porto; Maurizio (1097), enviat pel Papa Pasqual II per restaurar l'ordre en els afers religiosos de Terra Santa.
Formós va ser qui probablement, en la segona meitat del segle ix, va transferir la seu de la diòcesi a l'illa Tiberina, on bastí la nova catedral de la diòcesi. El territori original de la diòcesi, subjecte a les invasions dels sarraïns i despoblada, va haver de ser abandonada. En 1018 la butlla Quoties illa del Papa Benet VIII es refereix ara un abandonament total i la transferència final de la catedral i l'episcopat a la basílica de San Bartolomeo all'Isola. Durant l'episcopat de Giovanni V, el Papa Lleó IX definí els límits de la diòcesi en relació amb la de Selva Candida; van ser confirmats a Porto la zona del Trastevere i l'illa Tiberina.
Sempre en el segle xi la seu episcopal de Ceri va ser abandonada i els bisbes de Porto va estendre la seva jurisdicció en aquesta ciutat.
Històricament, els bisbes de Porto va esdevenir els segons cardenals del Sacre Col·legi, després dels d'Òstia, que van ser els primers.

### Selva Candida - Santa Rufina
La Diòcesi de Selva Candida deu el seu origen a la basílica construïda al lloc del martiri de les santes Rufina i Seconda a la Via Cornèlia. El primer bisbe conegut és Adeodato, que va assistir al 501 a un sínode celebrat pel Papa Símmac; un homònim s'esmenta en un altre sínode de 499 com Adeodato lorensis; això suggereix que els bisbes de Lorium a la Via Aurelia van traslladar la seva residència a Selva Candida. El successor d'Adeodato va ser Valentino, vicari de Roma durant l'absència del Papa Vigili; tenia les mans tallades per Totila.
Entre els altres bisbes de Santa Rufina per recordar estan: Tiberio (594), Orso (680), Niceta (710), Ildebrando (906) i Pietro II (1026-1049) a qui es deu la confirmació de la jurisdicció sobre Città Leonina, Trastevere, i illa Tiberina. La residència dels bisbes de Selva Candida a l'illa Tiberina estava al costat de l'església dels Sants Adalberto i Paulí, mentre que la dels bisbes de Porto estava a la mateixa illa, prop de l'església de Sant Joan. Els bisbes de Selva Candida, en arribar les fronteres de la diòcesi al riu Tíber, van gaudir de grans privilegis relacionats amb les celebracions a la Basílica de Sant Pere, ja que era al territori de la diòcesi. Aquests privilegis van ser abolits gradualment només després de la final de la captivitat d'Avinyó, quan els papes van traslladar la seva residència del Laterà al Vaticà.
El més famós d'aquests prelats va ser el cardenal Umberto di Silvacandida (1057-1063) qui va acompanyar el Papa Lleó IX de Borgonya a Roma; va ser enviat a Constantinoble per recompondre la controvèrsia sorgida per Michele Cerulario. Ell va carregar contra els errors dels grecs i en contra de Berenguer (1051-1063).. L'últim bisbe d'aquesta seu va ser Mainardo.

### Porto i Santa Rufina
El papa Calixt II, en 1119, va unir la seu de Porto amb la de Selva Candida (també anomenada de Santa Rufina). Segons Cappelletti, ja amb el bisbe Vincenzo di Porto (1106), les dues seus van ser unides ad personam, unió que va esdevenir definitiva amb el bisbe Pietro al voltant del 1119.
Entre els bisbes cardinals més coneguts de les seus unides podem recordar: Pietro (1116 - 1123); Theodevinus (1133), alemany, enviat en diverses missions a Alemanya i a Terra Santa; Bernardo (1159) que va treballar per aconseguir la pau entre el Papa Adrià IV i Barba-roja; Theodinus (1177) que va examinar la causa de sant Thomas Becket; Cencio Savelli (1219); Romano Bonaventura (1227) qui va obtenir la confirmació de tots els drets de la seva seu; Ottone Candido (1243), del marquesat de Montferrat, en moltes ocasions enviat com a legat del Papa Innocenci IV davant Frederic II; Robert Kilwardby, arquebisbe de Canterbury, enverinat a Viterbo (1280); Matteo d'Acquasparta (1290), ja general franciscà i teòleg de renom; Giovanni Minio (1302), general franciscà; Giacomo Arnaldo d'Euse (1312), futur Papa Joan XXII; i Pietro Orsini (1374), que més tard es va unir al Cisma d'Occident.
El 28 de juliol de 1452, la diòcesi de Santa Rufina es va separar de la seu suburbicaria de Porto, però ja l'any següent, després de la mort del cardenal Francesco Condulmer les dues seus es van tornar a unir.
Més tard van ocupar el seient Rodrigo Borgia (1476) futur Papa Alexandre VI; Gian Pietro Carafa (1553), el futur Papa Pau IV, el jove Alessandro Farnese (1578); Fulvio Giulio della Corgna (1580); Ulderico Carpegna (1675), que va deixar una herència per sufragar les despeses de les missions populars que celebrarà cada quatre anys; Pietro Ottoboni (1687), el futur Papa Alexandre VIII, Flavio Chigi (1693), que amplià i embellí la catedral; Vicenzo Maria Orsini (1715), el futur Papa Benet XIII; o Bartolomeo Pacca (1821).
Des del segle xvi la seu de Porto i Santa Rufina estava reservada per al vicedegà del Col·legi Cardenalici; quan el degà cessava el seu servei per la mort o per l'elecció al papat, era succeït pel cardenal bisbe de Porto i Santa Rufina, que optava a la seu d'Òstia i Velletri, que era la pròpia del degà. Aquest fet va ocasionar que hi hagués episcopats generalment molt breus.
A principis del segle xix la diòcesi es trobava encara en un estat de deteriorament, tant que el bisbe Leonardo Antonelli la va anomenar "un esquelet net i sec", indicant les raons del declivi en les invasions sarraïnes de l'edat mitjana i el clima insalubre. La diòcesi estava despoblada, com es veu el 1853, quan un registre censal només indica 3.030 habitants confien a 12 parròquies.
El 10 de desembre de 1825 Civitavecchia va ser separada de les diòcesis de Viterbo i Toscanella i unida amb la de Porto i Santa Rufina, però el 14 de juny de 1854, es va tornar a fer independent i unida a Corneto (avui diòcesi de Civitavecchia-Tarquinia).
També cal recordar el cardenal Luigi Lambruschini que va restaurar la catedral i el palau episcopal de Porto.
El 5 de maig de 1914, el Papa Pius X, amb el motu proprio Edita a Nobis, abolí el conferiment de la seu de Porto i Santa Rufina al vicedegà del Col·legi Cardenalici. El mateix motu proprio va decidir que a partir d'aquell moment, el degà del Sacre Col·legi uniria la seu que ocupés amb la d'Òstia i, en conseqüència, els episcopats dels bisbes de Porto i Santa Rufina han deixat de ser tan breus.
El 1921 la població de la diòcesi era d'aproximadament 10.000 habitants, al qual es van afegir uns 12.000 que hi vivien per temporades per al treball agrícola. Es van aixecar 19 parròquies. El territori es va mantenir pràcticament deshabitat fins que el reclam dels anys trenta, que extirparen la malària.
El 1926 el jesuïta alemany Leopold Fonck va començar la construcció d'una església, al poble de La Storta, que volia dedicar a Santa Margarida Maria Alacoque, però l'obra va quedar inacabada fins que el 1948 el cardenal Tisserant no la reprengué. En només dos anys, l'edifici va ser acabat i dedicat als Sagrats Cors de Jesús i Maria, el 25 de març de 1950; el 7 de març anterior va ser elevat al rang de nova catedral de la diòcesi amb el decret Episcopalis Cathedra de la Congregació Consistorial.
El 25 de febrer de 1953 es va establir el capítol de la catedral amb la butlla Qui cognoverit del Papa Pius XII.
Amb el nomenament d'arquebisbe Andrea Pangrazio el de febrer de 1967, va començar la sèrie de bisbes suburbicari residencials, no cardenals, d'acord amb el motu proprio Suburbicariis Sedibus de l'11 d'abril de 1962.
El 30 de setembre de 1986, la diòcesi canvià el seu nom a la suburbicaria de Porto-Santa Rufina per la unió plena de les dues seus.

## Episcopologi
Bisbes de Porto
- Gregorio † (citat el 314)
- Donato † (segles IV o V)
- Anònim † (segles IV o V)
- Pietro † (citat el 465)
- Glicerio ? † (citat el 474 nomenat bisbe de Salona)
- Erennio † (citat el 487)
- Casto † (citat el 501)
- Felice † (inicis de 590 - finals de 599)
- Albino † (citat el 649)
- Giovanni † (inicis de 679 - finals de 692)
- Giorgio † (inicis de 710 - finals de 721)
- Gregorio II † (inicis de 743 - finals de 761)
- Citonato † (citat el 767)
- Giovanni II † (citat el 797)
- Stefano † (citat el 826)
- Rodoaldo † (inicis de 853 - 864 deposat)
- Formós † (864 - 876 deposat)
- Valperto † (876 - finals de 879)
- Valentino † (citat el 883)
- Formós † (883 - 891 elegit papa) (per segona vegada)
- Silvestro † (citat el 898)
- Crisogono † (finals de 904)
- Costantino † (citat el 956)
- Benedetto I † (inicis de 960 - 964 deposat)
- Benedetto I † (vers 967 - finals de 969) (per segona vegada)
- Gregorio III † (inicis de 985 - finals de 991)
- Benedetto II † (citat el 998)
- Giovanni III † (1001 - 1012 elegit papa amb el nom de Benet VIII)
- Benedetto III † (1012 - 1033 elegit papa amb el nom de Benet IX)
- Giovanni IV † (1033 - 1046 mort)
- Giorgio II † (1046 - ?)
- Giovanni V Conti † (prima di d'abril de 1048 - vers 1066)
- Giovanni VI † (vers 1066 - finals de 1095)
  - Pietro † (1080 - vers 1085 mort) (pseudocardenal de l'antipapa Climent III)
  - Giovanni † (vers 1085 - finals de 1089) (pseudocardenal de l'antipapa Climent III)
- Maurizio † (1097 - 1106 mort)

Bisbes de Santa Rufina (o Selva Candida)
- Adeodato † (citat el 501)
- Valentino † (inicis de 546 - finals de 553)
- Tiberio ? † (citat el 594)[1]
- Orso † (citat el 680)
- Niceta † (citat el 710)
- Tiberio † (citat el 721)
- Benedetto I † (citat el 742)
- Epifanio † (citat el 743 - finals de 745)
- Gregorio † (inicis de 761 - finals de 769)
- Giovanni † (inicis de 823 - finals de 826)
- Leone † (inicis de 853 - finals de 867)
- Tidone † (citat el 872)
- Gregorio † (citat el 879)
- Benedetto II † (citat el 884)
- Ildebrando † (inicis de 906 - finals de 910)
- Guido (o Tidone II) † (inicis de 963 - finals de 969)
- Crescenzio I † (citat el 993)
- Benedetto III † (citat el 1012)
- Gregorio † (? - 1025 mort)
- Pietro I † (1026 - 6 d'octubre de 1035 mort)
- Pietro II † (vers 1036 - 1049 o 1050 mort)
- Crescenzio II † (1049 o 1050 - vers 1051 mort)
- Umberto di Silvacandida, O.S.B. † (vers 1051 - 5 de maig de 1061 mort)
- Mainardo (o Maginardo), O.S.B. † (16 de maig de 1061 - finals de 1070)
  - Adalberto o Alberto, O.S.B. † (4 de novembre de 1084 - de febrer de 1101 elegit antipapa) (pseudocardenal de l'antipapa Climent III)
  - Sede vacante

Cardenals-bisbes de Porto i Santa Rufina
- Vincenzo † (1106 - inicis de 1116 mort)
- Pietro † (vers 1119 - 7 de desembre de 1134 mort)
- Theodwin, C.R.S.A. † (desembre de 1134 - 1153 mort)
- Bernardo, Can.Reg.S.Fred. † (desembre de 1158 - 1176)
- Guglielmo da Pavia † (1176 - 1177)
- Teodino degli Atti, O.S.B. † (inicis de 1179 - 1186 mort)
- Bobo Orsini † (1189 - vers 1190 mort)
- Pietro Gallozia † (de setembre de 1190 - finals de 25 de febrer de 1211 mort)
- Benedetto † (1212 - finals de 18 de juliol de 1216 mort)
- Beat Corrado di Urach, O.Cist. † (8 de gener de 1219 - 30 de setembre de 1227 mort)
- Romano Bonaventura † (inicis de 18 d'agost de 1234 - 1243 mort)
- Ottone di Monteferrato † (28 de maig de 1244 - 1250 o 1251 mort)
- Giacomo Della Porta, O.Cist. † (de desembre de 1251 - 19 de novembre de 1253 mort)
- Giovanni da Toledo, O.Cist. † (24 de desembre de 1261 - 13 de juliol de 1275 mort)
- Robert Kilwardby, O.P. † (12 de març de 1278 - 12 de setembre de 1279 mort)
- Bernard de Languissel † (12 d'abril de 1281 - 19 de setembre de 1291 mort)
- Matteo d'Acquasparta, O.F.M. † (1291 - 28 o 29 d'octubre de 1302 mort)
- Giovanni Minio da Morrovalle, O.F.M. † (15 de desembre de 1302 - d'agost de 1312 mort)
- Jacques d'Euse † (inicis de 22 de maig de 1313 - 7 d'agost de 1316 elegit papa amb el nom de Joan XXII)
- Bernard de Castanet † (17 de desembre de 1316 - 14 d'agost de 1317 mort)
- Bérenger de Frédol el Jove † (22 d'agost de 1317 - de novembre de 1323 mort)
- Pierre d'Arrablay † (de desembre de 1328 - de març de 1331 mort)
- Jean-Raymond de Comminges † (1331 - 1348 mort)
- Bernard d'Albi † (19 de gener de 1349 - 23 de novembre de 1350 mort)
- Guy de Boulogne † (1350 - 25 de novembre de 1373 mort)
- Pietro Corsini † (1374 - 16 d'agost de 1405 mort)
  - Berenguer de Anglesola † (29 de maig de 1406 - 23 d'agost de 1408 mort) (pseudocardenal)
- Antonio Correr, C.R.S.G.A. † (9 de maig de 1409 - 14 de març de 1431 nomenat bisbe d'Òstia i Velletri)
  - Antonio Caetani † (2 de juliol de 1409 - 11 de gener de 1412 mort) (il·legítim)
  - Louis de Bar † (22 de setembre de 1412 - 23 de juny de 1430 mort) (pseudocardenal)
- Branda Castiglioni † (14 de març de 1431 - 29 de gener de 1440 nomenat bisbe de Sabina)
- Domingo Ram y Lanaja, C.R.S.A. † (7 de març de 1444 - 25 d'abril de 1445 mort)
- Francesco Condulmer † (d'abril de 1445 - 30 d'octubre de 1453 mort)
- John Kemp † (21 de juliol de 1452 - 22 de març de 1454 mort) (bisbe de Santa Rufina)
- Guillaume d'Estouteville, O.S.B.Clun. † (1454 - 26 d'octubre de 1461 nomenat bisbe d'Òstia i Velletri)
- Juan de Carvajal † (26 d'octubre de 1461 - 6 de desembre de 1469 mort)
- Richard Olivier de Longueil † (1469 - 19 d'agost de 1470 mort)
- Filippo Calandrini † (30 d'agost de 1471 - 18 de juliol de 1476 mort)
- Roderic de Borja † (24 de juliol de 1476 - 11 d'agost de 1492 elegit papa amb el nom de Alexandre VI)
- Giovanni Michiel † (31 d'agost de 1492 - 10 d'abril de 1503 mort)
- Jorge da Costa † (10 d'abril de 1503 - 18 de setembre de 1508 mort)
- Raffaele Sansoni Galeotti Riario † (22 de setembre de 1508 - 20 de gener de 1511 nomenat bisbe d'Òstia i Velletri)
- Domenico Grimani † (20 de gener de 1511 - 27 d'agost de 1523 mort)
- Francesco Soderini † (9 de desembre de 1523 - 18 de desembre de 1523 nomenat bisbe d'Òstia i Velletri)
- Niccolò Fieschi † (18 de desembre de 1523 - 20 de maig de 1524 nomenat bisbe d'Òstia i Velletri)
- Alessandro Farnese † (20 de maig de 1524 - 15 de juny de 1524 nomenat bisbe d'Òstia i Velletri), després elegit papa amb el nom de Pau III
- Antonio Maria Ciocchi del Monte † (15 de juny de 1524 - 20 de setembre de 1533 mort)
- Giovanni Piccolomini † (26 de setembre de 1533 - 26 de febrer de 1535 nomenat bisbe d'Òstia i Velletri)
- Giovanni Domenico de Cupis † (26 de febrer de 1535 - 28 de novembre de 1537 nomenat bisbe d'Òstia i Velletri)
- Bonifacio Ferrero † (28 de novembre de 1537 - 2 de gener de 1543 mort)
- Antonio Sanseverino, O.S.Io.Hier. † (8 de gener de 1543 - 17 d'agost de 1543 mort)
- Marino Grimani † (24 de setembre de 1543 - 28 de setembre de 1546 mort)
- Giovanni Salviati † (8 d'octubre de 1546 - 28 d'octubre de 1553 mort)
- Gian Pietro Carafa † (29 de novembre de 1553 - 11 de desembre de 1553 nomenat bisbe d'Òstia i Velletri), després elegit papa amb el nom de Pau IV
- Jean du Bellay † (11 de desembre de 1553 - 29 de maig de 1555 nomenat bisbe d'Òstia i Velletri)
- Rodolfo Pio † (29 de maig de 1555 - 18 de maig de 1562 nomenat bisbe d'Òstia i Velletri)
- Francesco Pisani † (18 de maig de 1562 - 12 de maig de 1564 nomenat bisbe d'Òstia i Velletri)
- Federico Cesi † (12 de maig de 1564 - 28 de gener de 1565 mort)
- Giovanni Girolamo Morone † (7 de febrer de 1565 - 3 de juliol de 1570 nomenat bisbe d'Òstia i Velletri)
- Cristoforo Madruzzo † (3 de juliol de 1570 - 5 de juliol de 1578 mort)
- Alessandro Farnese el Jove † (9 de juliol de 1578 - 5 de desembre de 1580 nomenat bisbe d'Òstia i Velletri)
- Fulvio Giulio della Corgna † (5 de desembre de 1580 - 2 de març de 1583 mort)
- Giacomo Savelli † (9 de març de 1583 - 5 de desembre de 1587 mort)
- Giovanni Antonio Serbelloni † (11 de desembre de 1587 - 2 de març de 1589 nomenat bisbe d'Òstia i Velletri)
- Alfonso Gesualdo † (2 de març de 1589 - 20 de març de 1591 nomenat bisbe d'Òstia i Velletri)
- Innico d'Avalos d'Aragona, O.S. † (20 de març de 1591 - 20 de febrer de 1600 mort)
- Tolomeo Gallio † (21 de febrer de 1600 - 19 de febrer de 1603 nomenat bisbe d'Òstia i Velletri)
- Girolamo Rusticucci † (19 de febrer de 1603 - 14 de juny de 1603 mort)
- Girolamo Simoncelli † (16 de juny de 1603 - 24 de febrer de 1605 mort)
- Domenico Pinelli † (1 de juny de 1605 - 7 de febrer de 1607 nomenat bisbe d'Òstia i Velletri)
- Girolamo Bernerio, O.P. † (7 de febrer de 1607 - 5 d'agost de 1611 mort)
- Antonio Maria Galli † (17 d'agost de 1611 - 16 de setembre de 1615 nomenat bisbe d'Òstia i Velletri)
- Antonio Maria Sauli † (16 de setembre de 1615 - 6 d'abril de 1620 nomenat bisbe d'Òstia i Velletri)
- Giovanni Evangelista Pallotta † (6 d'abril de 1620 - 22 d'agost de 1620 mort)
- Benedetto Giustiniani † (31 d'agost de 1620 - 27 de març de 1621 mort)
- Francesco Maria Bourbon del Monte Santa Maria † (29 de març de 1621 - 27 de setembre de 1623 nomenat bisbe d'Òstia i Velletri)
- Francesco Sforza † (27 de setembre de 1623 - 9 de setembre de 1624 mort)
- Ottavio Bandini † (27 de setembre de 1624 - 7 de setembre de 1626 nomenat bisbe d'Òstia i Velletri)
- Giovanni Battista Deti † (9 de setembre de 1626 - 20 d'agost de 1629 nomenat bisbe d'Òstia i Velletri)
- Domenico Ginnasi † (20 d'agost de 1629 - 15 de juliol de 1630 nomenat bisbe d'Òstia i Velletri)
- Carlo Emmanuele Pio di Savoia el Gran † (15 de juliol de 1630 - 28 de març de 1639 nomenat bisbe d'Òstia i Velletri)
- Marcello Lante della Rovere † (28 de març de 1639 - 1 de juliol de 1641 nomenat bisbe d'Òstia i Velletri)
- Pier Paolo Crescenzi † (1 de juliol de 1641 - 19 de febrer de 1645 mort)
- Francesco Cennini de' Salamandri † (6 de març de 1645 - 2 d'octubre de 1645 mort)
- Giulio Roma † (23 d'octubre de 1645 - 29 d'abril de 1652 nomenat bisbe d'Òstia i Velletri)
- Carlo de' Medici † (29 d'abril de 1652 - 23 de setembre de 1652 nomenat bisbe d'Òstia i Velletri)
- Francesco Barberini el gran † (23 de setembre de 1652 - 11 d'octubre de 1666 nomenat bisbe d'Òstia i Velletri)
- Marzio Ginetti † (11 d'octubre de 1666 - 1 de març de 1671 mort)
- Francesco Maria Brancaccio † (18 de març de 1671 - 9 de gener de 1675 mort)
- Ulderico Carpegna † (28 de gener de 1675 - 24 de gener de 1679 mort)
- Cesare Facchinetti † (6 de febrer de 1679 - 8 de gener de 1680 nomenat bisbe d'Òstia i Velletri)
- Carlo Rossetti † (8 de gener de 1680 - 23 de novembre de 1681 mort)
- Niccolò Albergati-Ludovisi † (1 de desembre de 1681 - 15 de febrer de 1683 nomenat bisbe d'Òstia i Velletri)
- Alderano Cybo-Malaspina † (15 de febrer de 1683 - 10 de novembre de 1687 nomenat bisbe d'Òstia i Velletri)
- Pietro Vito Ottoboni † (10 de novembre de 1687 - 6 d'octubre de 1689 elegit papa amb el nom d'Alexandre VIII)
- Flavio Chigi † (19 d'octubre de 1689 - 13 de setembre de 1693 mort)
- Giacomo Franzoni † (28 de setembre de 1693 - 9 de desembre de 1697 mort)
- Paluzzo Paluzzi Altieri degli Albertoni † (27 de gener de 1698 - 29 de juny de 1698 mort)
- Emmanuel Théodose de la Tour d'Auvergne de Bouillon † (21 de juliol de 1698 - 15 de desembre de 1700 nomenat bisbe d'Òstia i Velletri)
- Niccolò Acciaioli † (5 de desembre de 1700 - 18 de març de 1715 nomenat bisbe d'Òstia i Velletri)
- Vincenzo Maria Orsini da Gravina † (19 de març de 1715 - 29 de maig de 1724 elegit papa amb el nom de Benet XIII)
- Fabrizio Paolucci † (12 de juny de 1724 - 19 de novembre de 1725 nomenat bisbe d'Òstia i Velletri)
- Francesco Pignatelli, C.R. † (19 de novembre de 1725 - 5 de desembre de 1734 mort)
- Pietro Ottoboni † (15 de desembre de 1734 - 3 de setembre de 1738 nomenat bisbe d'Òstia i Velletri)
- Tommaso Ruffo † (3 de setembre de 1738 - 29 d'agost de 1740 nomenat bisbe d'Òstia i Velletri)
- Lodovico Pico della Mirandola † (29 d'agost de 1740 - 10 d'agost de 1743 mort)
- Annibale Albani † (9 de setembre de 1743 - 21 d'octubre de 1751 mort)
- Pier Luigi Carafa † (15 de novembre de 1751 - 9 d'abril de 1753 nomenat bisbe d'Òstia i Velletri)
- Raniero d'Elci † (9 d'abril de 1753 - 12 de gener de 1756 nomenat bisbe d'Òstia i Velletri)
- Giovanni Antonio Guadagni, O.C.D. † (12 de gener de 1756 - 15 de gener de 1759 mort)
- Francesco Scipione Maria Borghese † (12 de febrer de 1759 - 21 de juny de 1759 mort)
- Giuseppe Spinelli † (13 de juliol de 1759 - 13 de juliol de 1761 nomenat bisbe d'Òstia i Velletri)
- Camillo Paolucci † (13 de juliol de 1761 - 11 de juny de 1763 mort)
- Federico Marcello Lante Montefeltro Della Rovere † (18 de juliol de 1763 - 3 de març de 1773 mort)
- Gian Francesco Albani † (15 de març de 1773 - 18 de desembre de 1775 nomenat bisbe d'Òstia i Velletri)
- Carlo Rezzonico † (29 de gener de 1776 - 26 de gener de 1799 mort)
- Leonardo Antonelli † (2 d'abril de 1800 - 3 d'agost de 1807 nomenat bisbe d'Òstia i Velletri)
- Luigi Valenti Gonzaga † (3 d'agost de 1807 - 29 de desembre de 1808 mort)
- Alessandro Mattei † (27 de març de 1809 - 26 de setembre de 1814 nomenat bisbe d'Òstia i Velletri)
- Giuseppe Maria Doria Pamphilj † (26 de setembre de 1814 - 10 de febrer de 1816 mort)
- Antonio Dugnani † (8 de març de 1816 - 19 d'octubre de 1818 mort)
- Giulio Maria della Somaglia † (21 de desembre de 1818 - 29 de maig de 1820 nomenat bisbe d'Òstia i Velletri)
- Michele Di Pietro † (29 de maig de 1820 - 2 de juliol de 1821 mort)

Cardenals-bisbes de Porto, Santa Rufina i Civitavecchia
- Bartolomeo Pacca † (13 d'agost de 1821 - 5 de juliol de 1830 nomenat bisbe d'Òstia i Velletri)
- Pietro Francesco Galleffi † (5 de juliol de 1830 - 18 de juny de 1837 mort)
- Emmanuele De Gregorio † (2 d'octubre de 1837 - 7 de novembre de 1839 mort)
- Giovanni Francesco Falzacappa † (22 de novembre de 1839 - 18 de novembre de 1840 mort)
- Carlo Maria Pedicini † (14 de desembre de 1840 - 19 de novembre de 1843 mort)
- Vincenzo Macchi † (22 de gener de 1844 - 11 de juny de 1847 nomenat bisbe d'Òstia i Velletri)
- Luigi Emmanuele Nicolò Lambruschini, B. † (11 de juliol de 1847 - 12 de maig de 1854 mort)

Cardenals bisbes suburbicaris de Porto i Santa Rufina
- Mario Mattei † (23 de juny de 1854 - 17 de desembre de 1860 nomenat bisbe d'Òstia i Velletri)
- Costantino Patrizi Naro † (17 de desembre de 1860 - 8 d'octubre de 1870 nomenat bisbe d'Òstia i Velletri)
- Luigi Amat di San Filippo i Sorso † (8 d'octubre de 1870 - 12 de març de 1877 nomenat bisbe d'Òstia i Velletri)
- Camillo Di Pietro † (12 de març de 1877 - 15 de juliol de 1878 nomenat bisbe d'Òstia i Velletri)
- Carlo Sacconi † (15 de juliol de 1878 - 24 de març de 1884 nomenat bisbe d'Òstia i Velletri)
- Jean-Baptiste-François Pitra, O.S.B. † (24 de març de 1884 - 9 de febrer de 1889 mort)
- Luigi Oreglia di Santo Stefano † (24 de maig de 1889 - 30 de novembre de 1896 nomenat bisbe d'Òstia i Velletri)
- Lucido Maria Parocchi † (30 de novembre de 1896 - 15 de gener de 1903 mort)
- Serafino Vannutelli † (22 de juny de 1903 - 19 d'agost de 1915 mort)
- Antonio Vico † (6 de desembre de 1915 - 25 de febrer de 1929 mort)
- Tommaso Pio Boggiani, O.P. † (15 de juliol de 1929 - 26 de febrer de 1942 mort)
- Eugène Tisserant † (18 de febrer de 1946 - 17 de novembre de 1966 renuncià)

Cardenals bisbes del títol suburbicari de Porto i Santa Rufina, després Porto-Santa Rufina
- Eugène Tisserant † (17 de novembre de 1966 - 21 de febrer de 1972 mort)
- Paolo Marella † (15 de març de 1972 - 15 d'octubre de 1984 mort)
- Agostino Casaroli † (25 de maig de 1985 - 9 de juny de 1998 mort)
- Roger Etchegaray, des del 24 de juny de 1998

Bisbes de Porto i Santa Rufina, poi Porto-Santa Rufina
- Andrea Pangrazio † (2 de febrer de 1967 - 7 de desembre de 1984 jubilat)
- Pellegrino Tomaso Ronchi, O.F.M.Cap. (7 de desembre de 1984 - 9 de novembre de 1985 renuncià)
- Diego Natale Bona (9 de novembre de 1985 - 17 de gener de 1994 nomenat bisbe de Saluzzo)
- Antonio Buoncristiani (21 de juliol de 1994 - 23 de maig de 2001 nomenat arquebisbe de Siena-Colle di Val d'Elsa-Montalcino)
- Gino Reali, des del 23 de febrer de 2002

## Demografia
A finals del 2013, la diòcesi tenia 396.400 batejats sobre una població de 398.500 persones, equivalent 99,5% del total. El nombre d'habitants està en un ràpid creixement a causa de la gran i contínua expansió del shabitants de la ciutat de Roma fora del Grande Raccordo Anulare.
| Any  | Població | Població | Població | Sacerdots | Sacerdots       | Sacerdots       | Sacerdots             | Diaques | Religiosos | Religiosos | Parròquies |
| ---- | -------- | -------- | -------- | --------- | --------------- | --------------- | --------------------- | ------- | ---------- | ---------- | ---------- |
| Any  | batejats | total    | %        | total     | clergat secular | clergat regular | batejats por sacerdot | Diaques | homes      | dones      |            |
| 1950 | 46.350   | 46.870   | 98,9     | 40        | 26              | 14              | 1.158                 |         | 14         | 110        | 22         |
| 1969 | 108.188  | 109.065  | 99,2     | 104       | 52              | 52              | 1.040                 |         | 125        | 626        | 45         |
| 1980 | 130.000  | 135.000  | 96,3     | 175       | 73              | 102             | 742                   | 1       | 221        | 820        | 51         |
| 1990 | 183.000  | 185.000  | 98,9     | 205       | 79              | 126             | 892                   | 1       | 297        | 804        | 51         |
| 1999 | 237.000  | 247.000  | 96,0     | 204       | 71              | 133             | 1.161                 | 5       | 352        | 916        | 52         |
| 2000 | 253.630  | 259.230  | 97,8     | 181       | 60              | 121             | 1.401                 | 6       | 387        | 880        | 52         |
| 2001 | 254.000  | 260.000  | 97,7     | 193       | 76              | 117             | 1.316                 | 6       | 252        | 910        | 52         |
| 2002 | 273.000  | 280.000  | 97,5     | 199       | 81              | 118             | 1.371                 | 7       | 204        | 880        | 52         |
| 2003 | 300.000  | 307.000  | 97,7     | 174       | 67              | 107             | 1.724                 | 7       | 244        | 764        | 52         |
| 2004 | 300.000  | 307.000  | 97,7     | 215       | 72              | 143             | 1.395                 | 7       | 286        | 674        | 52         |
| 2013 | 396.400  | 398.500  | 99,5     | 232       | 71              | 161             | 1.708                 | 13      | 353        | 748        | 55         |

### Per la seu de Porto
- Francesco Lanzoni, Le diocesi d'Italia dalle origini al principio del secolo VII (an. 604), vol. I, Faenza 1927, pp. 110–117 (italià)
- Giuseppe Cappelletti, Le chiese d'Italia dalla loro origine sino ai nostri giorni, Venècia 1844, vol. I, pp. 493-507 (italià)

### Per la seu de Santa Rufina
- Francesco Lanzoni, Le diocesi d'Italia dalle origini al principio del secolo VII (an. 604), vol. I, Faenza 1927, pp. 506–509 (italià)
- Giuseppe Cappelletti, Le chiese d'Italia dalla loro origine sino ai nostri giorni, Venècia 1844, vol. I, pp. 508–514 (italià)